# Amanaki Saumaki
Pas d'image ? Cliquez ici

a Compétitions nationales et continentales officielles uniquement.

b Matchs officiels uniquement.
Dernière mise à jour le 1er janvier 2024.
Amanaki Saumaki (サウマキ アマナキ, Saumaki Amanaki), né le 8 mars 1997 aux Tonga, est un joueur international japonais de rugby à XV d'origine tongienne évoluant aux postes de deuxième ligne, troisième ligne aile et troisième ligne centre, avec le club des Kobelco Steelers en League One depuis 2022.
Il est le frère de Hosea Saumaki, joueur international tongien de rugby à XV.

## Biographie
Son frère ainé, Hosea Saumaki, est également un joueur professionnel de rugby à XV et est international tongien.

### Carrière en club
Il signe en faveur des Canon Eagles à partir de la saison 2016-2017 de la Top League. Il ne fait cependant ses débuts professionnels qu'en 2021 avec cette équipe.
À partir de la saison 2022-2023, il rejoint les Kobelco Kobe Steelers.

### Carrière internationale
En août 2023, il est ajouté dans le groupe japonais pour la Coupe du monde 2023, après avoir récupéré de ses blessures. 
Il obtient sa première cape internationale le 26 août 2023 à l’occasion d’un test match contre l'équipe d'Italie.

## Statistiques internationales
- 3 sélections avec le Japon depuis 2023 (1 fois titulaire).
- Participation à la Coupe du monde 2023 : 2 matchs (contre l'Argentine et le Chili).

## Palmarès
Néant